# Samu Hazai

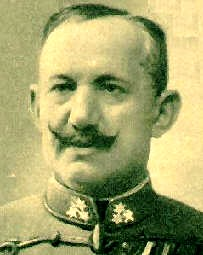
Samu Hazai

Samu Hazai (Rimaszombat, 26 december 1851 – Boedapest, 10 februari 1942) was een Hongaars legerofficier en politicus van Joodse origine, die van 1910 tot 1917 de functie van minister van Defensie bekleedde.

## Biografie
Hij werd geboren als Samu Khon, maar toen zijn vader zich samen met zijn familie tot het christendom bekeerde, veranderde hij ook de familienaam in Khon-Hazai. Pas in 1876 nam hij de naam Samu Hazai aan.
Hazai studeerde aan de Ludovika-academie in Boedapest, waar hij in 1874 als kadet afstudeerde. In 1876 werd hij tot leutnant ("tweede luitenant") bevorderd en in 1883 tot oberleutnant ("luitenant"). In 1886 ging hij aan de slag voor het Honvéd-ministerie in Boedapest, het Hongaarse defensieministerie, waar hij een groot deel van zijn militaire carrière doorbracht. In 1895 werd hij majoor, in 1897 luitenant-kolonel, in 1900 kolonel, in 1907 generaal-majoor. In 1910 werd Hazai aangesteld tot minister van Defensie en bevorderd tot veldmaarschalk-luitenant.
Hij zette zich in voor een verbetering van de officiersopleiding en probeerde een groter budget te verkrijgen voor zijn bevoegdheid. Dit verliep om politieke redenen echter zeer moeizaam. Omwille van zijn inspanningen kreeg hij in 1912 de titel van baron. Aan het begin van de Eerste Wereldoorlog werd hij bevorderd tot Generaal der Infanterie en stuitte hij op weerstand van de Hongaarse politiek, die van mening was dat de Hongaren meer manschappen bijdroegen aan het Oostenrijks-Hongaars leger, in vergelijking met andere volkeren van de Donaumonarchie.
In 1917 werd Hazai door de kersverse koning ontslagen als minister van Defensie, zodat hij meer tijd zou kunnen wijden aan zijn nieuwe verantwoordelijkheid als chef van de militaire logistiek. Hij behaalde uiteindelijk de rang van generaloberst ("kolonel-generaal") en ontving verschillende Oostenrijks-Hongaarse, Duitse en Ottomaanse onderscheidingen.